# Délice de Bouddha
Le délice de Bouddha (chinois simplifié : 罗汉斋 ou 斋 ; chinois traditionnel : 羅漢齋 ou 齋 ; pinyin : luóhàn zhāi ; cantonais Jyutping : lo4 hon3 zaai1 ; pe̍h-ōe-jī : lô-hàn-tsai ; litt. « nourriture végétarienne du bouddhiste » et parfois appelé luóhàn cài chinois simplifié : 罗汉菜 ; chinois traditionnel : 羅漢菜) est un plat végétarien de la cuisine chinoise et bouddhique, originellement consommé par les moines bouddhistes.
S'accompagnant de riz, il est composé d'au moins une dizaine de légumes et graines qui varient selon les régions. En Chine du Sud, on le mange le premier jour du Nouvel An chinois comme une forme de purification et d'ascèse, certains ingrédients comme le fat choy (en) ou la sagittaire à feuilles en flèche n'étant disponibles qu'à cette époque de l'année. Les aliments qui le composent peuvent avoir une symbolique, par exemple les noix d'arbre aux quarante écus apporteraient la bonne fortune.
En plus de la viande, des œufs et du lait, l'ail est banni de cette recette comme il l'est traditionnellement de la cuisine bouddhique.

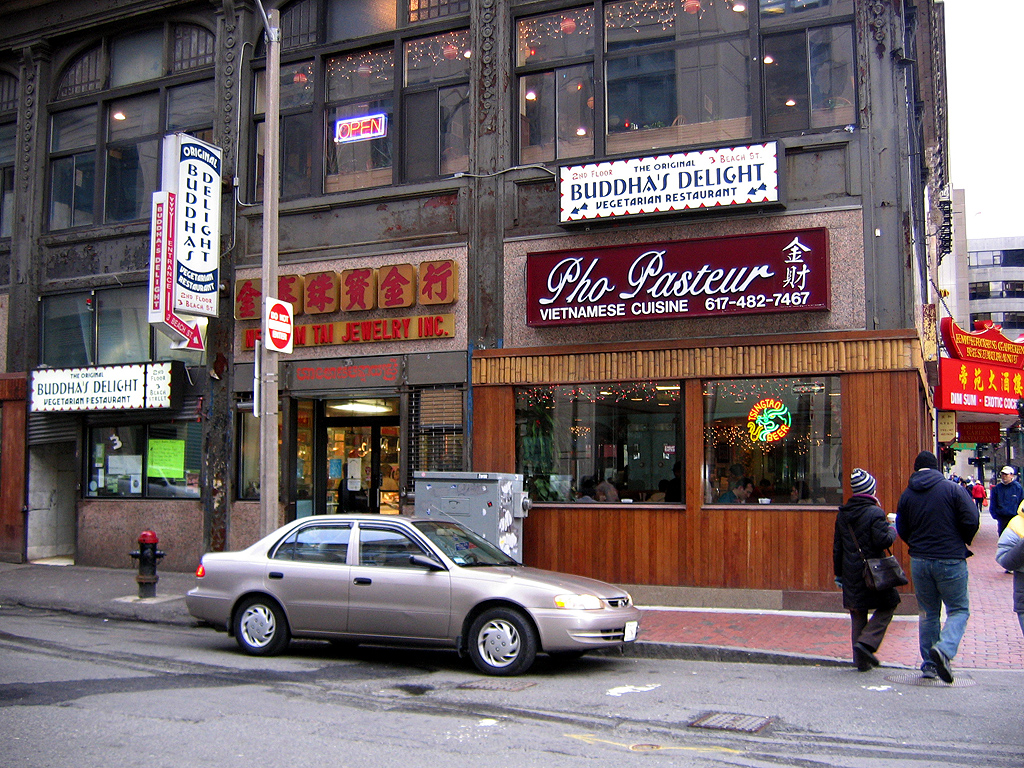
Un restaurant végétarien du quartier chinois de Boston s'appelant Buddha's delight.